# Биннион, Трэвис
Трэвис Биннион (англ. Travis Binnion; родился 10 ноября 1986, Дерби) — английский и ирландский футболист и футбольный тренер. С лета 2023 года является главным тренером команды «Манчестер Юнайтед» до 21 года.

## Карьера игрока
Воспитанник футбольной академии клуба «Шеффилд Юнайтед». За основную команду «клинков» не сыграл из-за серьёзной травмы колена, но выступал за резервную команду «Юнайтед». В апреле 2008 года отправился в аренду в финский клуб «Мариехамн». Провёл за команду 6 матчей в Вейккауслиге.

### Тренерская карьера
Завершив карьеру в раннем возрасте из-за травмы, Биннион работал в тренерском штабе футбольной академии «Шеффилд Юнайтед». В июне 2016 года стал главным тренером академии «Шеффилд Юнайтед», сменив Ника Кокса, который перешёл в «Манчестер Юнайтед». В 2019 году сам Биннион перешёл в «Манчестер Юнайтед», став главой департамента развития игроков в возрасте от 14 до 16 лет. В 2021 году был назначен главным тренером команды «Манчестер Юнайтед» до 18 лет.

## Достижения
Манчестер Юнайтед (до 18 лет) 
- Обладатель Молодёжного Кубка Англии: 2022[6]